# Briacas
En la mitología griega Briacas era un príncipe de Arcadia, hijo menor del rey Eginetes.
Cuando su padre murió fue sucedido por su primogénito, Poliméstor. Al morir éste sin descendencia accedió al trono un hijo de Briacas llamado Ecmis, que es el último rey de Arcadia que menciona Pausanias.